# Rosenstraße 9 (Bad Kissingen)

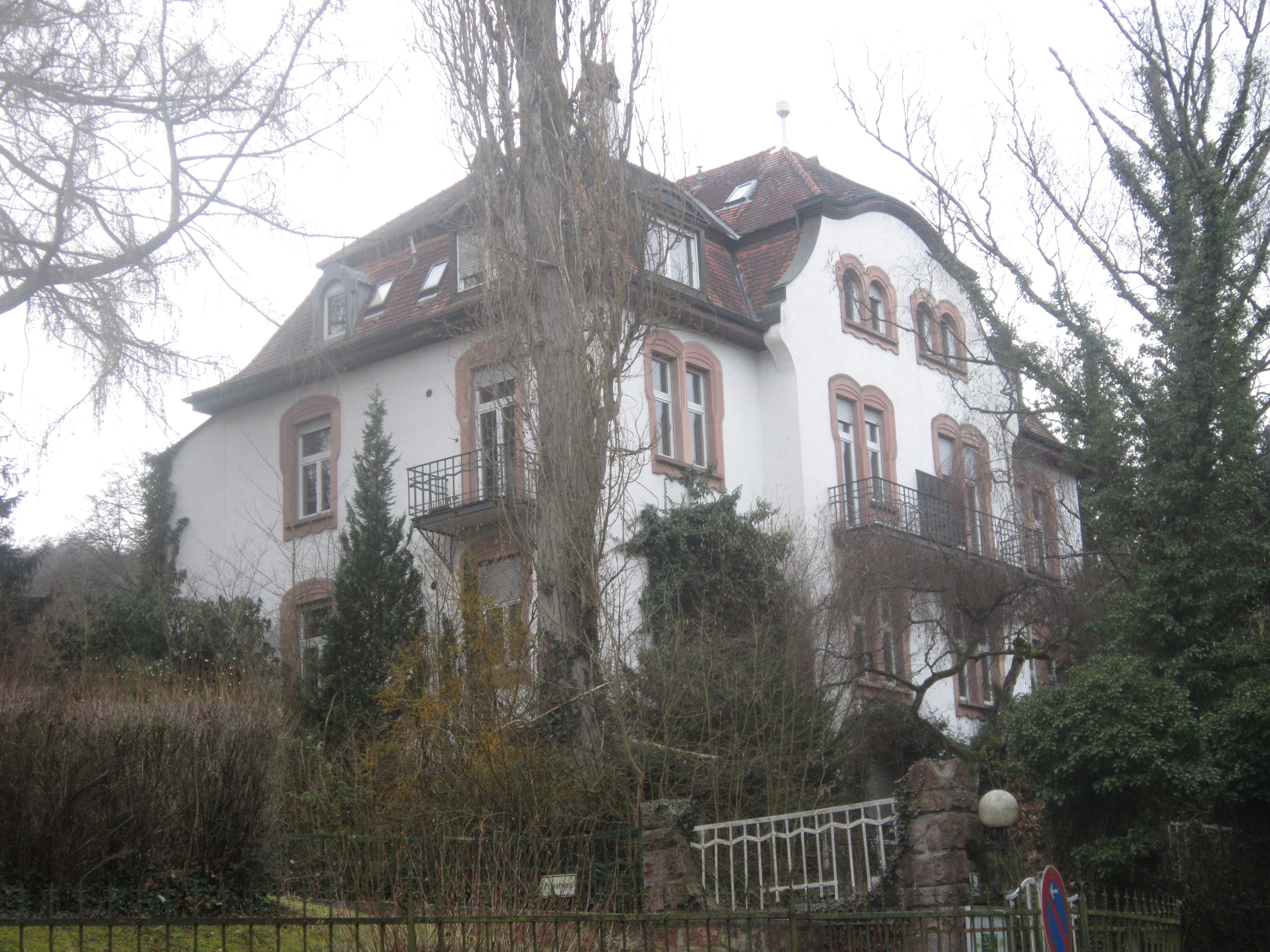
Rosenstraße 9 in Bad Kissingen

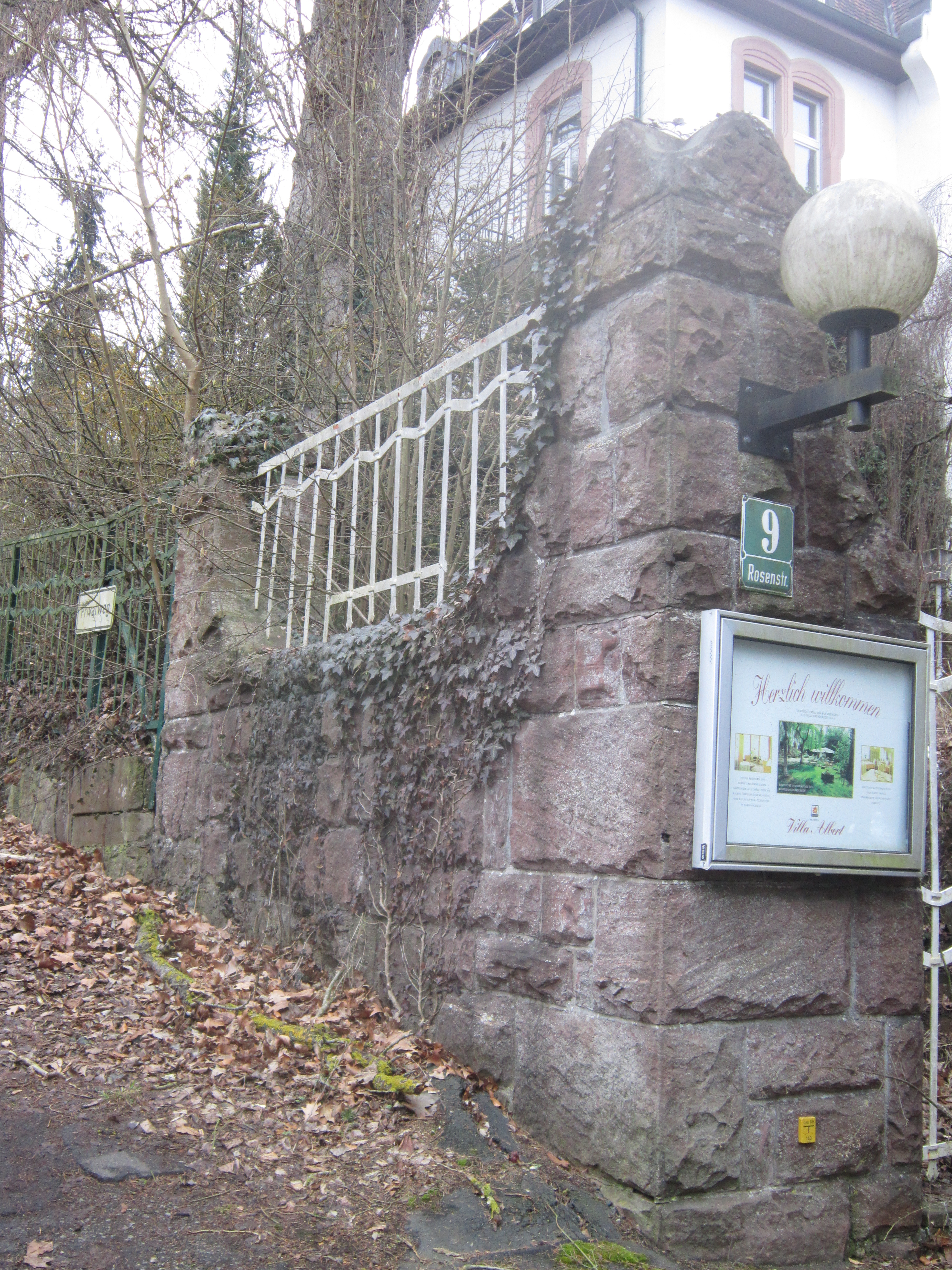
Einfriedung

Rosenstraße 9 ist ein Gebäude in Bad Kissingen, der Großen Kreisstadt des unterfränkischen gleichnamigen Landkreises. Es ist als Baudenkmal unter der Nummer D-6-72-114-333 in der Bayerischen Denkmalliste registriert.

## Geschichte
Die dreigeschossige Kurvilla wurde im Jahr 1904 unter Leitung von Architekt Josef Wiedler im Jugendstil erbaut. Der Jugendstil drückt sich im kompakten Baukörper mit Mansarddach, dem bossierten Sockel, dem Risalit mit dem geschwungenen Giebel und den Haustein-Fensterrahmungen aus. Für den Jugendstil ungewöhnlich ist jedoch die symmetrische Fassade. Die Garteneinfriedung entstand gleichzeitig mit dem Gebäude.
Heute beherbergt das Anwesen eine Pension.